# 邁爾斯鎮區 (密蘇里州格蘭迪縣)
邁爾斯鎮區（英語：Myers Township）是位於美國密蘇里州格蘭迪縣的一個行政鎮區。

## 地方資料
邁爾斯鎮區的面積為91.15平方千米，當中陸地面積為90.85平方千米，而水域面積為0.30平方千米。根據2020年美國人口普查的數據，當地共有人口132人，而人口密度為每平方千米1.45人。